# 渡邉信
渡邉 信（わたなべ まこと、Makoto M Watanabe、1948年3月5日 - ）は日本の藻類学者。筑波大学大学院教授。東南アジア淡水系およびシャジクモ類の保全生態学や、アオコなど有毒藍藻の研究で知られる。近年は藻類オイル（en:Algae fuel）の研究に携わっており、2010年には炭化水素生産効率の高い従属栄養性藻類であるオーランチオキトリウムに関する研究を発表した。

## 略歴
- 1948年3月5日 - 宮城県に生まれる[1]。
- 1971年 - 東北大学理学部生物学科卒業。
- 1977年 - 北海道大学大学院理学研究科博士課程修了。理学博士。論文の題は「Biosystematics in closterium of sexual unicellular areen algae and calothrix and spirulina of asexual filamentous blue-green algae with special reference to the analyses of natural populations(有性単細胞緑藻ミカヅキモと無性糸状藍藻,ヒゲモ,ラセンモの種分類学的研究 : 特に自然集団の解析と関連して) 」[2]。
- 1978年 - 富山大学薬学部助手、国立公害研究所水質土壌環境部研究員に就任。
- 1990年 - 国立環境研究所生物圏環境部環境微生物研究室長に就任。
- 1991年 - 国際藻類学会パーペンフス賞受賞。
- 1997年 - 国立環境研究所生物圏環境部長に就任。
- 2006年 - 筑波大学大学院生命環境科学研究科教授に就任。
- 2007年 - 日本微生物資源学会学会賞受賞[3]。
- 2010年 - オーランチオキトリウムに関する研究結果を発表[4]。